# Kavalier axonometria

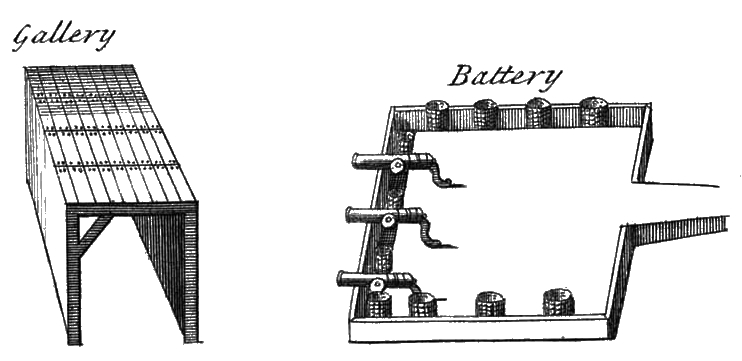
Erődítés kavalier axonometria

A kavalier axonometria (Kavallier, cavaliere, cavalière) a ferdeszögű axonometria különleges esete. A német/olasz/francia szó lovagot jelent, ebből jön az erődfok, lovagbástya, a kavalier axonometria pedig az erődfok magasságából készült, párhuzamos vetítéssel keletkezett képet. Ezzel a módszerrel készültek régen az erődítmények tervei, ezért néha „katonaperspektíva” vagy „madártávlat” elnevezéssel is találkozunk. Alulnézet esetén a „békaperspektívának” is nevezik. A perspektíva kifejezés itt nem pontos, mert nem centrális, hanem párhuzamos vetítéssel szerkesztjük a képet.

Kavalier axonometria szerkesztése

A szerkesztése úgy történik, hogy a térbeli objektumon felveszünk egy derékszögű x,y,z koordináta-rendszert. Ennek képe a rajzlapon a következőképpen fest: az x tengely vízszintes, a z tengely függőleges, az y tengely pedig 30°-ot vagy 45°-ot zár be az x tengellyel. A koordináták rövidülései:
qx=1.
qy=0,5
qz=1
Ez az ábrázolás nem kíván képies illúziót kelteni, csupán érzékeltetni akarja a mélységet. Előnye, hogy rendkívül egyszerűen rajzolható, akár szabad kézzel tantermi táblán is.